# 精熙國際
精熙國際 (開曼) 有限公司，簡稱精熙國際 (開曼) ，以及精熙國際（英語：YORKEY OPTICAL INTERNATIONAL (CAYMAN) LIMITED，港交所：2788、臺證所：9188），在1995年由臺灣佳能企業設在廣東東莞，而總部位於中國廣東省東莞市長安鎮霄邊第二工業區，以及香港新界沙田穗禾路1號豐利工業中心A座6樓1-2號室。
業務在中國內地生產及銷售光學、光電產品的塑膠，以及金屬零部件。現時由鄭文濤（創辦人及總裁）、廖國銘（主席）管理。而股份在2006年2月10日於香港交易所主板上市，以及在2009年10月8日於臺灣證券交易所以臺灣存託憑證上市。
而在香港首天上市收盤報為3.6港元，較招股價（招股價為2.2港元，發行股份為200,000,000股，集資額為440,000,000港元）漲幅為64%；而臺灣方面，首天上市收盤報為8.77元新台幣，較招股價（招股價為8.2元新台幣，發行股份為80000張(仟單位)，集資額為656,000,000元新台幣）漲價為0.52元新台幣。

## 連結
- Yorkey-Optical.com （页面存档备份，存于）